# Små gudar
Små gudar är en bok skriven av Terry Pratchett, som är den trettonde boken i serien om Skivvärlden.

## Information
Det kan vara jobbigt att vara gud. Det är förfärligt att vara en liten gud. Om är en gud med tusentals tillbedjare. Eller det verkar så i alla fall. Den enda som verkligen tror på Om är Brutha, den Utvalde, som tillsammans med Om själv, i form av en sköldpadda, måste störta den korrupta kyrkan, som har en så befängd tanke som att Skivvärlden är rund.